# Sonny & Cher's Greatest Hits
Sonny & Cher's Greatest Hits è un album di raccolta del duo musicale statunitense Sonny & Cher, pubblicato nel 1968.

## Tracce

### Lato A
1. The Beat Goes On - 3:23
2. Let It Be Me - 2:25
3. What Now My Love - 3:28
4. It's Gonna Rain – 2:23
5. Living For You - 3:30

### Lato B
1. I Got You Babe - 3:11
2. Monday - 2:55
3. Just You - 3:36
4. Laugh At Me - 2:50
5. Love Don't Come - 3:05

### Lato C
1. Little Man - 3:15
2. A Beautiful Story - 2:52
3. Sing C'est La Vie - 3:39
4. I Look For You - 2:40
5. So Fine - 2:30

### Lato D
1. It's The Little Things - 3:31
2. But You're Mine - 3:02
3. Podunk - 2:53
4. Don't Talk to Strangers - 2:46
5. Plastic Man - 3:34